# Armering (material)
Armering är ett annat material än bas-materialet i en detalj eller konstruktion. Dess syfte är att tillföra egenskaper som basmaterialet inte har, styvhet eller draghållfastighet. Armeringen i betong består oftast av järn/ stålstänger eller vajer. Betongen tål höga tryckkrafter men inte dragkraft, där tillför armeringen motståndskraft mot dragkraft som uppstår. I ett däck består armeringen av tyg, linor och eller vajer. Denna armerings uppgift är att tillföra draghållfastighet till gummit och stabilisera strukturen i däcket i specifika riktningar.